# Silicula fragilis
Silicula fragilis is een tweekleppigensoort uit de familie van de Siliculidae. De wetenschappelijke naam van de soort is voor het eerst geldig gepubliceerd in 1879 door Jeffreys.